# گاناش
گاناش (‎/ɡəˈnæʃ/‎ یا ‎/ɡəˈnɑːʃ/‎؛ فرانسوی: [ɡanaʃ]) نوعی لعاب، مایه کیک، سس یا پر کن شیرینی است که از شکلات و خامه تهیه می‌شود.
گاناش نوعی شکلات است که معمولاً با حرارت دادن مقدار مساوی خامه و شکلات خرد شده درست می‌شود. ابتدا خامه را گرم کرده و سپس روی شکلات می‌ریزند. سپس برای مدت کوتاهی (بین ۳ تا ۱۰ دقیقه، بسته به حجم) به مخلوط استراحت می‌دهند. قبل از هم زدن و پیش از یکدست شدن مخلوط می‌توان به آن لیکور یا عصاره (اسانس) اضافه کرد. دوره استراحت به کرم داغ اجازه می‌دهد تا دمای کاسه و محتویاتش افزایش یابد. اگر مخلوط فوراً استفاده شود، هوای محیط باعث کاهش دما و مانع روانی شکلات می‌شود. به گاناش کره اضافه می‌کنند تا ظاهری براق و بافتی صاف به آن بدهند. افزودن شربت ذرت نیز باعث براق شدن آن می‌شود. برای شیرین کردن گاناش بدون عارضه کریستالی شدن، از سایر قندها استفاده می‌شود. بسته به نوع شکلات مورد استفاده و اینکه گاناش برای چه منظوری و چه دمایی سرو می‌شود، نسبت شکلات به خامهٔ آن برای به دست آوردن قوام مورد نظر تغییر می‌کند. به‌طور معمول، دو قسمت شکلات به یک قسمت خامه برای پر کردن کیک یا به عنوان پایه‌ای برای تهیه ترافل شکلاتی استفاده می‌شود، در حالی که یک به یک معمولاً به عنوان لعاب استفاده می‌شود. در صورت استفاده از شکلات سفید، نسبت ۳ قسمت شکلات به ۱ قسمت خامه استاندارد است. برای تهیه گاناش خامه‌ای و غلیظ‌تر، معمولاً خامهٔ سنگین‌تر ترجیح داده می‌شود که به خوبی با شکلات تلخ بین ۶۰ تا ۸۲ درصد ترکیب می‌شود. اگر شکلات در حین مخلوط شدن با خامه گرم سخت شد، اضافه کردن قاشق به قاشق غذاخوری آب داغ به مخلوط می‌تواند مشکل را برطرف کند.
گاناش خنک شده را می‌توان هم زد تا حجمش زیاد شود و به صورت مایه کیک پخش شود تا روی کیک را بپوشاند. گاناش با سرد شدن غلیظ‌تر می‌شود، آن را در حالی که گرم است در قالب ریخته و اجازه می‌دهند تا خودش را بگیرد یا خنک شود. پس از خنک شدن، می‌توان آن را از قالب خارج کرد و مانند خمیر برش داد.

## تاریخچه
گفته می‌شود که گاناش در ابتدا در دهه ۱۸۵۰م. در فرانسه در جریان تصادفی ریختن آب روی شکلات کشف شد. گاناش یا کرم گاناش در اصل نوعی ترافل شکلاتی بود که توسط پل سیرادین نمایشنامه‌نویس پاریسی که به قنادی روی آورده بود معرفی شد و اولین بار در سال ۱۸۶۹م. مستندسازی شد سیرادین نام گاناش را از کمدی محبوب وودویل به نام Les Ganaches ("The Chumps") که در آن سال توسط ویکتورین ساردو معاصرش روی پرده رفته بود انتخاب کرد

## آلبوم عکس

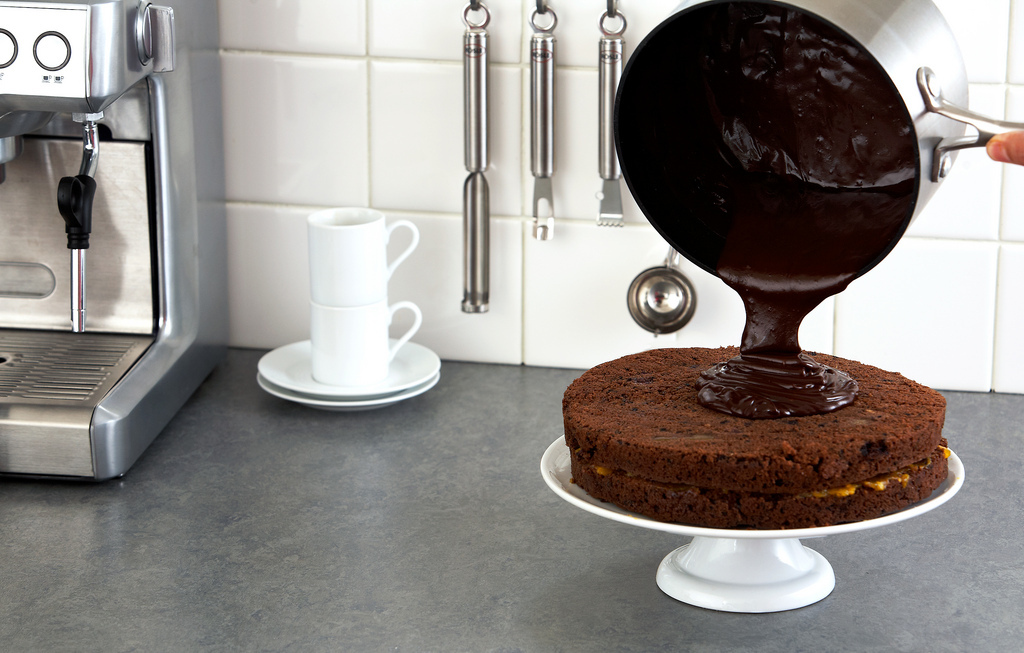
ریختن گاناش روی کیک
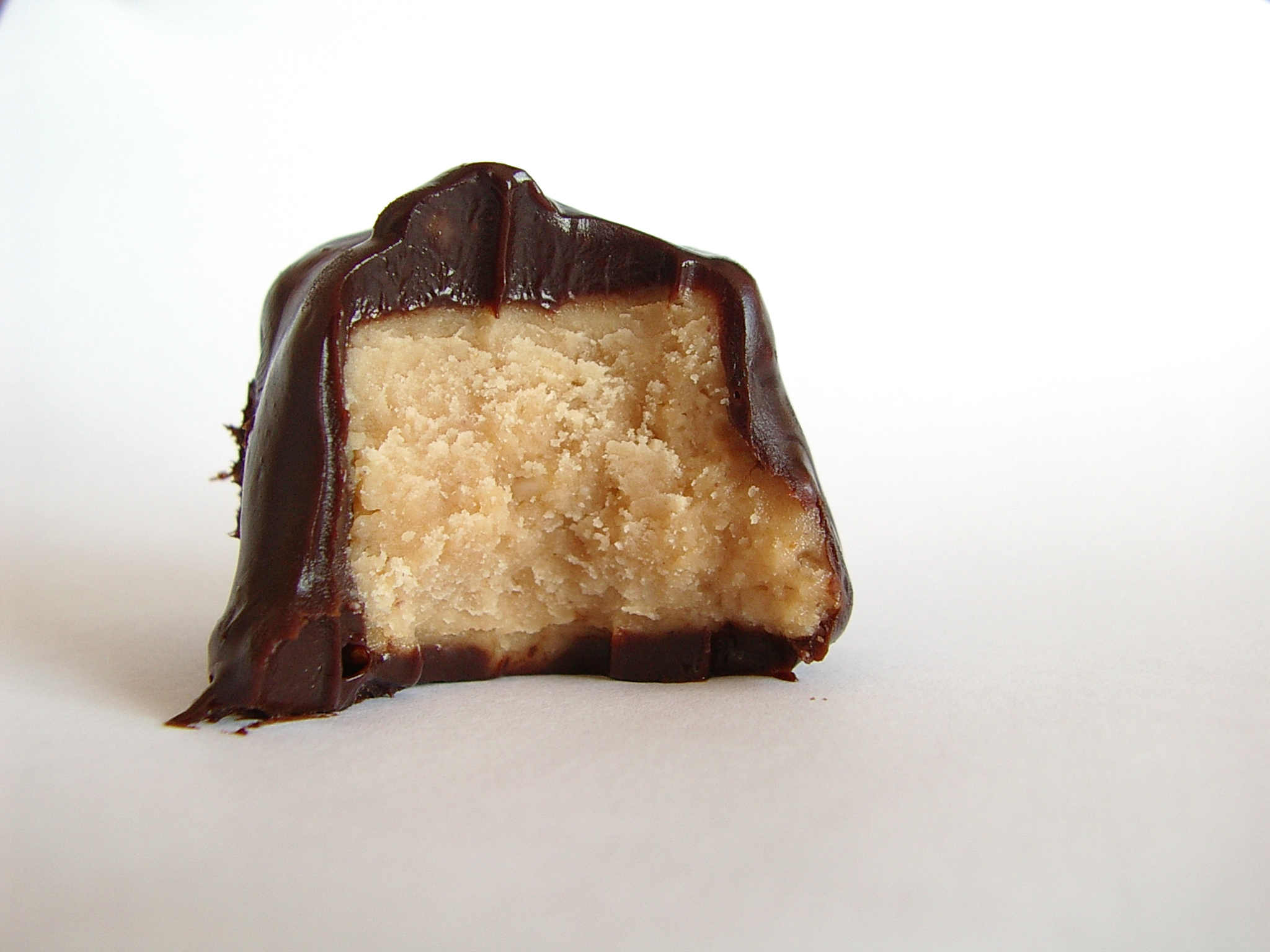
برشی از فاج کره بادام‌زمینی پوشیده شده با گاناش
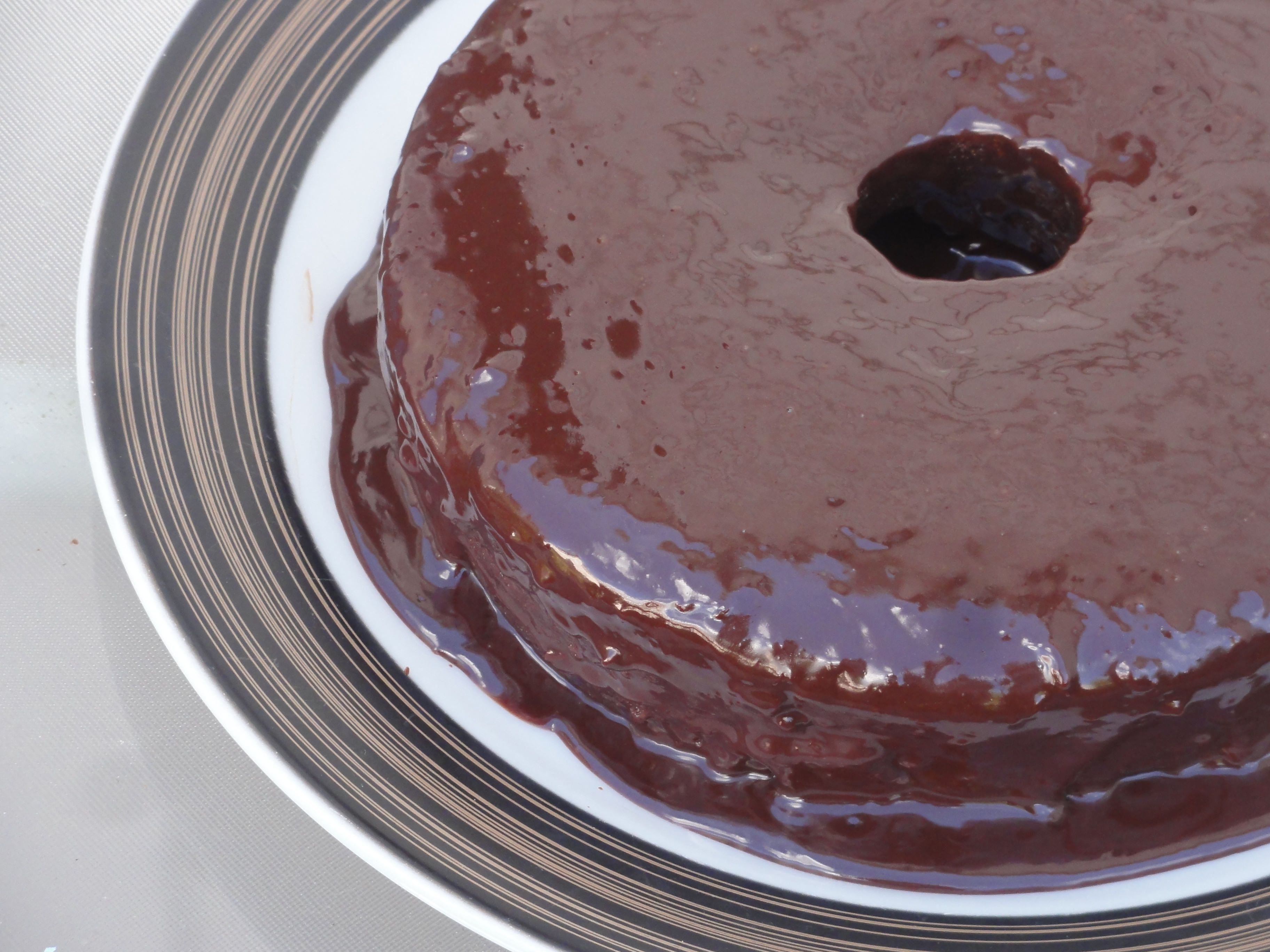
کیک پوشیده شده با گاناش
- ویدوئی از طرز تهیه گاناش
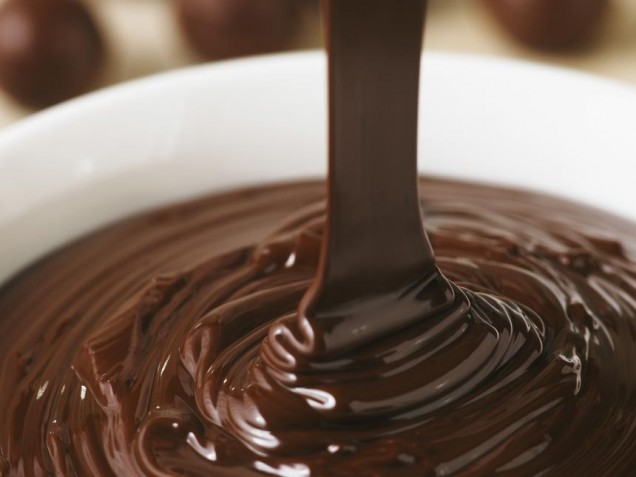
ظاهر براق گاناش